# 网络作家
網絡作家，又稱網上作家，是一種將各种文學形式，包括作品、新闻、漫画、剧本、散文、杂文、诗歌、评论等發表在網絡上的人，通過电子书、网络杂志、网络社区、网络日志、博客、論壇、同人誌、文學網站、電子郵件，以及建立個人作品網站等方式與讀者交流。一般而言，這些作品在網路上是供人免費閱讀的，但作者本身仍享有著作權。

## 作品發表
如果網絡作家的作品有一定的知名度時，有些出版社會願意出版，有時也會加入一些沒有放在網路上的章節，或等出版後再放到網路上供閱讀。
在部落格未流行的時候，有些網站以統一的發表平台來聚集網路作家，而在故事達到一定的規模及人氣時，該網站則有優先出版的權利。香港網絡作家直折劍更成立了「網上作家協會」，致力推廣寫作文化及提拔新手，2000年後，該協會已有不少作品獲出版。
由於大多數網络作家的作品在網路上供人免費閱讀，因此絕大多數以「網上作家」身分自居者均未能以其作品取得版權收入和稿費，未能以「網路作家」作為全職工作。

## 資格與質素
網路作家在網上發表作品，並不需要經過出版社的編輯、校讎，因此文筆、學歷水平等因素，對一個人能否成為網络作家並沒有影響，幾乎所有的網民都可以參與寫作，各種網路刊載平臺確保了網路作品能順利地發表，大量的自由撰稿人和業餘網路寫手以「網絡作家」身分自居，因此「網絡作家」的數量非常龐大（部分文學愛好者會把網絡作家跟傳統作家予以區分），這同時也出現了魚目混珠的現象，文學作品的質素不再得以保證。

## 工作環境
在中國大陸，網絡作家為了作品更新經常通宵寫作，嚴重影響到身體健康。2012年红袖添香网的網站作家青鋆因為過度寫作，25歲病逝。2013年6月盛大文學旗下的網絡作家十年雪落因為過度疲勞而猝死。網絡作家的身體健康問題也可能導致作品中斷更新。
應對網絡作家的健康問題，盛大文學在2013年5月開始為旗下簽約的網絡作家繳付醫療保險。

## 作品題材
網路作家的作品題材並無限制，僅受限於當地對網路言論的審查以及作者張貼作品的網站限制。